# Amar Jašarspahić
Amar Jašarspahić (Zenica, 30. decembar 1990), poznatiji kao Amar Gile ili samo Gile, bosanskohercegovački je pevač, pobednik sedme sezone muzičkog takmičenja Zvezde Granda.

## Biografija
Muzikom se bavi od malih nogu, a talenat za pjevanje je naslijedio od majke. Svira čak devet instrumenata. Pobjednik je regionalnog muzičkog takmičenja Zvezde Granda, gdje je u svojoj konkurenciji bio ubjedljivo najbolji. Od tada niže samo uspjehe te puni kako hale, tako i klubove širom Evrope, Australije i Amerike. Održao je nekoliko turneja po Balkanu, Zapadnoj Evropi, Skandinaviji, Americi, Australiji. Aktivno se bavi i humanitarnim radom, za pomoć djeci, mladim i starim koji se nalaze u teškim zdravstvenim, ali i materijalnim situacijama. Unicefov je ambasador pod čijom titulom se bori za prava djece u regiji. Iste godine je završio prvi album Čovek tvoga sna koji je prodat u rekordnom tiražu. 2015. godine je izdao dve pesme Trnje oko srca i Prekasno. Već sledeće godine, izbacio je singlove Pijano i Imam samo jednu želju za koje je snimio i spotove. Godine 2017, postiže veliki uspeh pesmama Spreman na sve i Apokalipsa.

## Diskografija

### Albumi
- Čovjek tvoga sna (2013)
  - Čovjek tvoga sna
  - Kafana liječi sve
  - Koliko para toliko muzike
  - I ja sam nečije dijete
  - Krv mi je popila
  - Nije kraj
  - Ma pusti ponos
  - Ne prestaju moje kiše
  - Zašto sam sam

### Singlovi
- Trnje oko srca (2015)
- Prekasno (2015)
- Pijano (2016)
- Imam samo jednu želju (2016)
- Spreman na sve (2017)
- Apokalipsa (2017)
- Ponekad (duet sa Jelenom Kostov) (2018)
- Promjena (2018)
- Nek’ to budem ja (2019)
- Sve što znaš o meni (2019)
- Boli boli (duet sa Ivanom Selakov) (2020)
- Stari ja (2022)

## Nagrade
- Pobjednik Zvezda Granda (2013)
- Otkriće decenije — Sarajevo (2013)
- Oskar popularnosti — Pjevač godine (2013)
- Zlatna bubamara za najboljeg inostranog pjevača u Makedoniji (2014)
- Nagrada za humanistu godine (2014)
- Titula Unicefovog veleposlanika dobre volje za BiH (2015)
- Nagrada u Zagrebu za humanitarni rad (2015)
- Nagrada u Skoplju za humanost (2015)
- Nagrada u Skoplju za najboljeg pjevača (2015)
- Nagrada „Davorin Popović” za najboljeg mladog pjevača (2015)
- Unicefov veleposlanik — BiH, Regija Balkan i Međunarodni predstavnik (2015)
- Platinasta ploča album „Čovek tvoga sna” (2015)
- Nagrada za humanost za „Zalaganje za obrazovanje” (2015)
- Idol nacije (Obrazovanje gradi BiH) (2015)
- Počasni građanin grada Kaknja (za promociju grada i za humanitarni rad) (2015)[2]

## Spoljašnje veze
- Amar Jašarspahić na sajtu  (jezik: engleski)